# BATWOMAN/バットウーマン
『BATWOMAN/バットウーマン』（原題：Batwoman）は、2019年10月6日にThe CWで放送が始まり、2022年3月2日までに計3シーズンが放送された、DCコミックスの「バットウーマン（英語版）」に基づくアメリカ合衆国の実写テレビシリーズ。シェアード・ユニバース「アローバース」の一作品。
邦題は、シーズン2で主人公が交代となった為か、シーズン2は『BATWOMAN/バットウーマン ザ・ニュー・パワー』、シーズン3は『BATWOMAN3/バットウーマン ニュー・ミッション』となっている

## 沿革
2018年12月9日〜11日
　パイロット・エピソードの製作に先駆けて、ケイト・ケインがクロスオーバー・イベント『エルスワールド』に登場した。
2019年10月6日
　本作の放送が始まった。
2020年5月14日
　『スーパーマン＆ロイス』とのクロスオーバーの計画があることが報じられた。
2021年1月15日
　『スーパーマン＆ロイス』とのクロスオーバーの計画が中止となったことが報じられた。
2022年4月5日
　外伝コミック『EARTH-PRIME #1: BATWOMAN』が発行された。同作では新型コロナウイルス感染症の世界的流行により実写ではできずにいた『SUPERGIRL/スーパーガール』とのクロスオーバーが実現している。
2022年4月29日
　2022年3月2日に放送を終えていたシーズン3をもって打ち切られた。The CWの親会社であるワーナーとCBSが、海外やNetflixに向けた放送・配信権の販売で収益を得てきたThe CWの業績がHBO MaxとParamount+のサービス開始の影響により悪化したことを受けて、The CWを手放そうと売却を進める中、番組のスタジオスペースの契約を更新しなかった為である。本作以外にも『レジェンド・オブ・トゥモロー』など、いくつものThe CWの番組が打ち切りの憂き目に遭った。後日、The CWのCEOのマーク・ペドウィッツは「番組の内容が原因ではない」と声明した。

## 出演者
○＝メイン、◇＝リカーリング、ゲスト＝△
| 出演者                   | 役名                                    | 出演したシーズン | 出演したシーズン | 出演したシーズン |
| 出演者                   | 役名                                    | 1                | 2                | 3                |
| ------------------------ | --------------------------------------- | ---------------- | ---------------- | ---------------- |
| ルビー・ローズ           | - ケイト・ケイン                        | ○                |                  |                  |
| ウォリス・デイ           | - ケイト・ケイン                        |                  | ◇                |                  |
| ジャヴィシア・レスリー   | - ライアン・ワイルダー                  |                  | ○                | ○                |
| レイチェル・スカーステン | - ベス・ケイン - 別アースのベス・ケイン | ○                | ○                | ○                |
| ミーガン・タンディ       | - ソフィー・ムーア                      | ○                | ○                | ○                |
| ダグレイ・スコット       | - ジェイコブ・ケイン                    | ○                | ○                |                  |
| ニコール・カン           | - メアリー・ハミルトン                  | ○                | ○                | ○                |
| キャムラス・ジョンソン   | - ルーク・フォックス                    | ○                | ○                | ○                |
| デヴィッド・ラムゼイ     | - ジョン・ディグル                      |                  | △                | △                |

## 作中用語
ゴッサム・シティ Gotham City
　主な舞台となるアメリカ合衆国の都市。
　極めて治安が悪く、警察だけでは街を十分守れていない状態にある。スター・シティの元市長曰く「街として機能していない」。

マルチバース Multiverse
　無数の「アース」と称されるユニバースの集合体。アースとアースの関係性は並行世界であり、あるアースの存在とよく似た別のアースの存在のことは「ドッペルゲンガー」と称される。
　本作は、シーズン1 第8話までは「アース1」を、クロスオーバー・イベント『クライシス・オン・インフィニット・アース』を経たシーズン1 第10話以降は「アース・プライム」を主な舞台としている。

バットケイブ Batcave
　バットマンやバットウーマンの秘密基地。

バットスーツ Batsuit
　様々な機能が搭載されたバットマンやバットウーマンの戦闘服。防御性能が非常に高く、大概の攻撃なら物ともしない。

クリプトナイト Kryptonite
　スーパーマンやスーパーガールの弱点として知られる宇宙由来の鉱石。弾丸にすれば、バットスーツに対しても有効である。

トロフィー Trophies
　バットマンがバットケイブで保管していたヴィランたちの武器や遺物。
　シーズン2終盤で流出し、続くシーズン3ではヴィランたちの二代目が生まれることとなった。